# Cardinal à tête noire
Pheucticus melanocephalus
Espèce
Statut de conservation UICN

 LC  : Préoccupation mineure
Le Cardinal à tête noire (Pheucticus melanocephalus) est une espèce de passereau de la famille des Cardinalidae.

## Description
Il mesure approximativement 18 ou 19 cm de longueur pour un poids de 47 g et est similaire en taille à un Étourneau sansonnet. Comme son nom l'indique, le mâle a la tête noire. Il a aussi les ailes et la queue noires avec des taches blanches bien visibles. La poitrine est fauve à rousse. Le ventre est jaune. La femelle a la tête, le cou et le dos bruns avec des stries noires comme les moineaux. Elle a également des stries blanches au milieu de la tête, sur les yeux et sur les joues. La poitrine est blanche, les ailes et la queue sont gris-brun avec deux barres alaires blanches et les bords des ailes jaunâtres.

## Alimentation
Il se nourrit de graines de pin et autres, de baies, d'insectes, d'araignées et de fruits. Pendant les mois d'été, il se nourrit surtout d'araignées, d'escargots et d'insectes. C'est l'un des rares oiseaux qui peut consommer sans danger le papillon monarque toxique. Dans les aires d'hivernage, il consomme plusieurs monarques et de nombreuses graines par jour. Il vient chercher dans les mangeoires des graines de tournesol et autres.

## Répartition

zone de nidification
présence permanente
voie migratoire
aire d'hivernage

Il vit de la côte du Pacifique au milieu des grandes plaines des États-Unis et du sud ouest du Canada aux montagnes du Mexique. Les individus américains et canadiens sont migrateurs, hivernant au Mexique. Dans les grandes plaines, il se mêle au Cardinal à poitrine rose et peut s'hybrider avec. Après la saison de reproduction, il a tendance à rechercher des zones riches en baies. Il migre vers le sud au début de l'automne et retourne vers le nord en fin de printemps et est connu pour le faire en bandes.

## Habitat
Il préfère vivre dans les zones boisées de feuillus et les forêts mixtes, dans des domaines où il y a de grands arbres ainsi que des buissons épais, tels que des îlots d'arbres feuillus et d'arbustes dans les forêts de conifères, y compris les rives des cours d'eau, des lacs, les zones humides et suburbaines. Il semble également éviter la végétation de conifères.

## Galerie

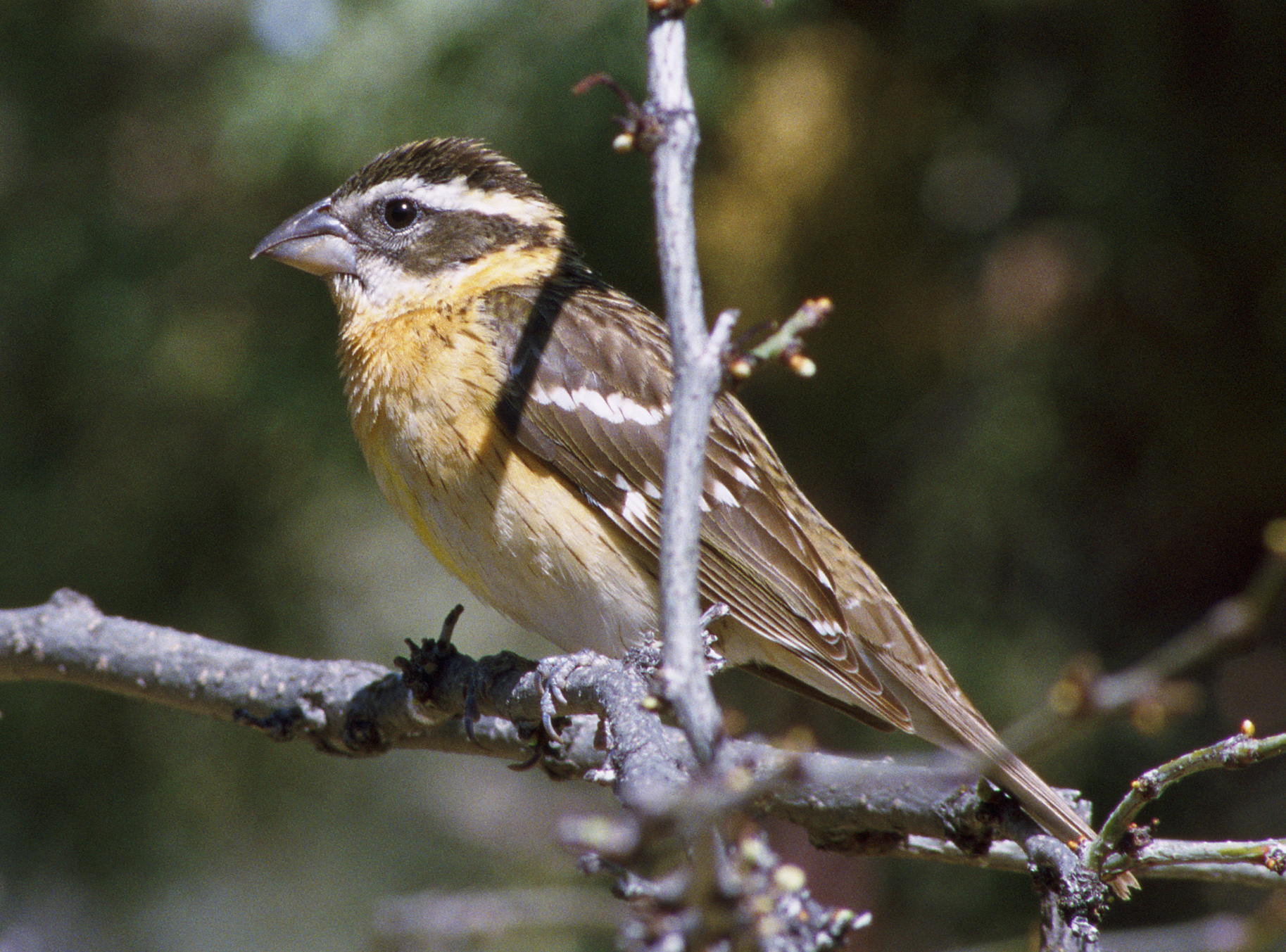
femelle
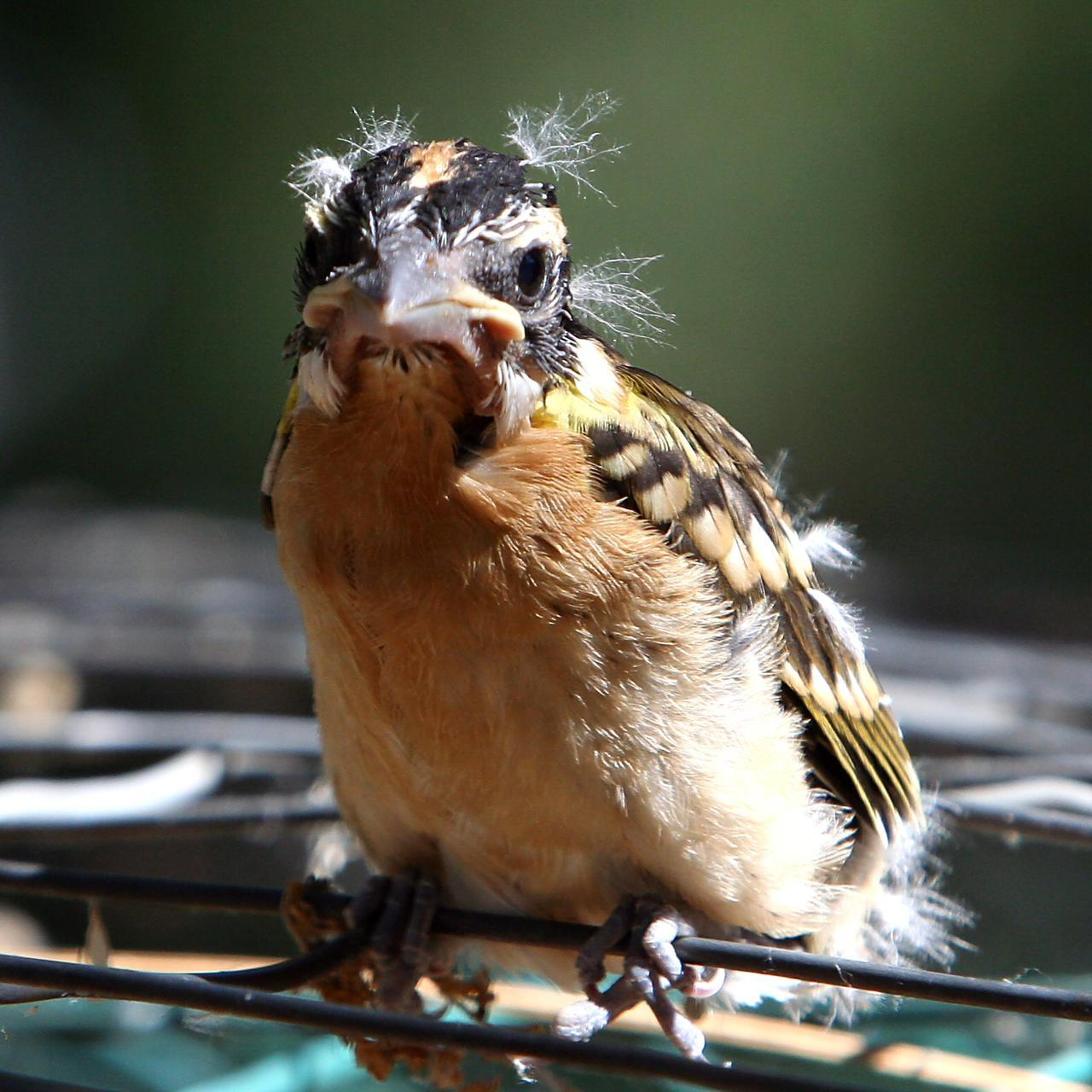
juvénile
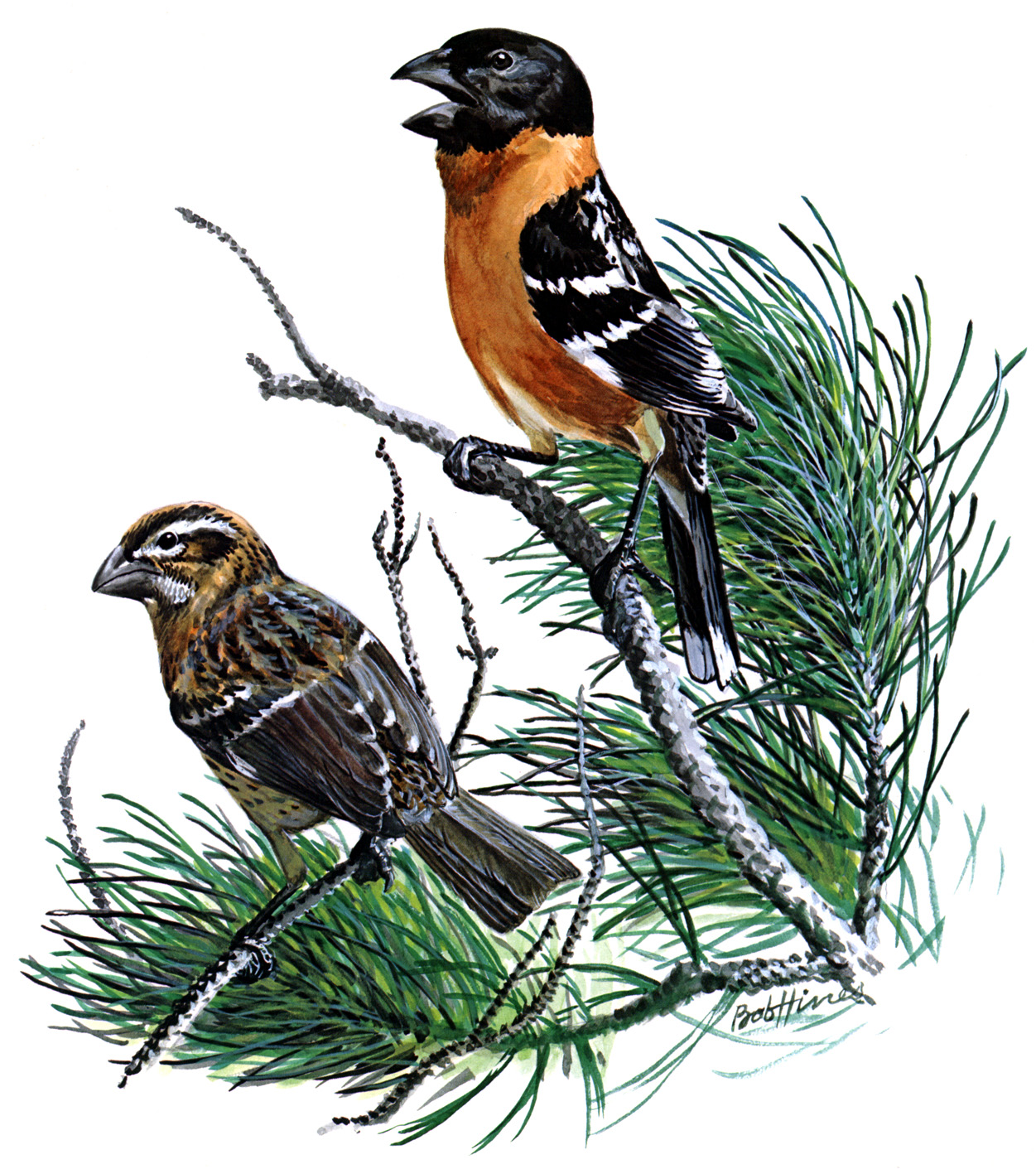
Dessin de couple